# Коробчак, Николай Иванович
Николай Иванович Коробчак (13 марта 1918 года, хутор Ковалёвский, Кубанская область, РСФСР — 18 октября 1981 года, Калинин, РСФСР, СССР) — советский военачальник, Заслуженный военный лётчик СССР (1965), генерал-майор авиации (1965).

## Биография
Родился 19 декабря 1918 года на хуторе Ковалёвский, ныне село Ковалёвское Новокубанского района Краснодарского края. Русский.
В 1936 году окончил восемь классов школы и поступил в педагогическое училище, которое закончил в 1939 году.
В декабре 1939 года Армавирским РВК был призван в РККА и направлен на обучение в Таганрогскую военную авиационную школу лётчиков, после её окончания в июле 1941 года, был в ней оставлен лётчиком-инструктором.

### Великая Отечественная война
С началом войны в прежней должности, с июля 1942 года — лётчик 3-го легкобомбардировочного авиаполка Забайкальского фронта.
Только в мае 1943 года в ответ на настоятельные и многочисленные рапорта сержант Коробчак был направлен в действующую армию, воевал лётчиком, затем командиром бомбардировщика В-25, 15-го гвардейского авиационного полка дальнего действия 14-й гвардейской бомбардировочной авиационной Брянско-Берлинской Краснознамённой дивизии 4-го гвардейского бомбардировочного авиационного корпуса в составе 18-й воздушной армии принимал участие при овладении городами Львов, Гомель, Будапешт, Бреслау, Данциг, Берлин. Член ВКП(б) с 1943 года. Всего за время войны совершил 114 боевых вылетов, за боевые отличия награждён тремя боевыми орденами.

### Послевоенная карьера
После войны продолжал службу на Украине в 198-м гвардейском Севастопольском Краснознамённом бомбардировочном авиаполку: командиром звена, заместителем командира и командиром авиаэскадрильи.
С августа 1955 года — командир 175-го тяжёлого бомбардировочного авиаполка, с декабря 1956 года — заместитель командира 204-й тяжёлой бомбардировочной авиационной дивизии (г. Стрый Львовской области). С июля 1957 года — заместитель командира по лётной подготовке, а в июне-сентябре 1958 года — 1-й заместитель командира 56-й бомбардировочной авиационной дивизии (г. Калинин, ныне Тверь). В 1959 году окончил Высшие академические курсы при Военной академии Генерального штаба. С 1959 года — 1-й заместитель командира, с 1960 года — заместитель командира, а с августа 1963 года и до увольнения в запас — командир 56-й тбад. Летал на Ту-4 и Ту-16. С июня по декабрь 1962 года находился в загранкомандировке в Индонезии в качестве командира группы самолётов Ту-16. В 1964 году окончил Калининский государственный педагогический институт. В августе 1965 года генерал-майору авиации Коробчак Н.И. одному из первых в стране, было присвоено почётное звание «Заслуженный военный лётчик СССР».
С августа 1971 года генерал-майор авиации Коробчак — в запасе. Жил в городе Калинин (ныне Тверь). Умер 17 октября 1981 года.

## Награды
- орден Ленина (14.05.1956)
- три ордена Красного Знамени (16.05.1945, 22.02.1955, 31.10.1967)
- Орден Отечественной войны 1-й степени (28.04.1944)
- три ордена Красной Звезды (31.01.1943, 26.10.1955[4], 26.07.1963)
- медали, в том числе:
  - Медаль «За боевые заслуги» (15.11.1950)[4]
  - Медаль «За победу над Германией в Великой Отечественной войне 1941—1945 гг.»
  - Медаль «За взятие Будапешта»
  - Медаль «За взятие Берлина»
  - Медаль «Ветеран Вооружённых Сил СССР»
  - Медаль «За безупречную службу» 1-й степени

Почётные звания
- Заслуженный военный лётчик СССР (19.08.1965)[5]

## Память
С 2019 года, школа № 15 с. Ковалевского теперь носит его имя.